# Vatnsoyrar
Vatnsoyrar (IPA: [vatnsɔiɹaɹ], danska: Vandsøre) är en by på Färöarna, belägen på nordsidan av Färöarnas största insjö, Sørvágsvatn, på ön Vágar, och är därmed den enda färöiska byn som inte ligger vid havet. Vatnsoyrar var tidigare en del av Miðvágurs kommun, men tillhör sedan 2009 den nya Vágars kommun. Vid folkräkningen 2015 hade Vatnoyrar 48 invånare. Samhället är idag känt för fönstertillverkaren Vatnsoyrar Snikkaravirki och Brøðrasamkomans bönhus Zarepta.
Idag finns också ett mindre museum med motorfordon, Vatnsoyra bilasavn, som bland annat har en T-Ford från 1915 och en Ford Model TT från 1922, vilka var de första typerna av bilar som fanns på Färöarna.

## Historia
Vatnsoyrar är en av Färöarnas yngsta byar, och grundades av tre män den 21 oktober 1921. De hade fått tilldelat varsin del mark för jordbruk, och flyttade dit med sina familjer. Platsen räknas därmed ibland som en niðursetubygd, men exkluderas ofta från denna grupp eftersom den grundades efter 1910. Under de första tjugo åren fanns inte mer än tre hus i byn, men tillflyttning skedde efter andra världskriget.
Under kriget flyttade större delen av befolkningen då en brittisk militärbas byggdes. Sjön användes som flygbas, och en flygplats byggdes strax i närheten.
Sedan kommunikationen i området blivit bättre med vägar och kommunal trafik, jobbar de flesta av invånarna idag i andra tätorter i närheten såsom Miðvágur, Sandavágur och Sørvágur.

## Befolkningsutveckling
| Befolkningsutvecklingen i Vatnsoyrar 1985–2015 | Befolkningsutvecklingen i Vatnsoyrar 1985–2015 | Befolkningsutvecklingen i Vatnsoyrar 1985–2015 | Befolkningsutvecklingen i Vatnsoyrar 1985–2015 | Befolkningsutvecklingen i Vatnsoyrar 1985–2015 |
| ---------------------------------------------- | ---------------------------------------------- | ---------------------------------------------- | ---------------------------------------------- | ---------------------------------------------- |
|                                                |                                                |                                                |                                                |                                                |
| År                                             |                                                |                                                | Folkmängd                                      |                                                |
| 1985                                           | 1985                                           |                                                | 63                                             |                                                |
| 1990                                           | 1990                                           |                                                | 46                                             |                                                |
| 1995                                           | 1995                                           |                                                | 45                                             |                                                |
| 2000                                           | 2000                                           |                                                | 40                                             |                                                |
| 2005                                           | 2005                                           |                                                | 56                                             |                                                |
| 2010                                           | 2010                                           |                                                | 53                                             |                                                |
| 2015                                           | 2015                                           |                                                | 48                                             |                                                |
|                                                |                                                |                                                |                                                |                                                |